# 소중한 날의 꿈
《소중한 날의 꿈》은 한혜진, 안재훈이 공동으로 감독을 맡아 연필로 명상하기에서 제작한 대한민국의 영화 애니메이션 작품이다. 2010년 열린 제 15회 부산국제영화제에서 처음 공개되었고, 2011년 6월 23일에 개봉하였다. 2012년 12월 13일에 DVD가 출시되었다.

## 줄거리
잘하는 것이라고는 달리기 뿐인 주인공 오이랑은 운동회 계주 도중 민정에게 추월 당한다. 이때 오이랑은 자신이 졌다는 것에 부끄러움을 느껴 이 일을 무마하기 위해 일부러 넘어진다. 이후 지는 것에 두려움을 가진 오이랑은 육상부 선생님의 부탁에도 불구하고 다시는 달리기를 하지 않겠다고 결심한다. 그러던 어느 날, 학교에 서울에서 온 전학생 한수민이 찾아온다. 이후 오이랑은 우연히 극장과 레코드점에서 한수민을 만나 서로에 대해 알아 간다. 이 과정에서 오이랑은 자신 보다 뛰어나 보이는 한수민을 보고 자신과 비교하며 고민한다.
얼마 후, 고장난 라디오의 수리를 맡기기 위해 전파상에 찾아간 오이랑은 같은 학교의 김철수를 만난다. 이후 둘은 대화를 나누며 서로에 대해 알아간다. 김철수는 우주 비행사가 되는 꿈을 가지고 있었고 최근에는 하늘을 나는 비행 실험을 하다 다치기도 했다. 오이랑은 꿈과 그 꿈을 향한 도전 정신을 가진 김철수에게 관심을 가지기 시작한다.
이 둘을 만나면서 오이랑은 자신의 꿈과 현실에 대해 고민하기 시작한다. 그리고 끝에는 인격적으로 성장해 마음을 바로잡고 다시 달리기를 시작한다.

## 등장인물
오이랑
성우 - 박신혜
평범한 여고생이자 이 애니메이션의 주인공이다. 잘하는 것이라고는 달리기 뿐이었던 오이랑은 운동회 계주 도중 다른 아이에게 추월 당하고 자신이 졌다는 것에 불안감을 느끼고 일부러 넘어져 일을 무마한다. 이후 육상부 선생님과 민정의 부탁에도 불구하고 오이랑은 달리기를 포기한다. 이후 자신의 재능과 꿈에 대해 고민하던 오이랑은 우연히 한수민과 김철수를 만나게 된다.
김철수
성우 - 송창의
주인공 오이랑과 같은 학교에 다니는 남학생이다. 엉뚱하지만 순박한 성격을 가지고 있다. 전학생 한수민에게 다른 남학생들과 함께 몰려 갔을 때 오이랑과 눈이 마주친다. 이후 학교 옥상에서 연에 매달려 비행 실험을 하다 추락해 부상을 당한다. 오이랑은 이런 철수에게 관심을 갖기 시작한다. 김철수는 삼촌이 운영하는 “우주전파사”에서 삼촌 대신 일을 하다 고장 난 라디오를 고치러 온 오이랑과 마주친다. 이때부터 둘은 대화를 나누며 서로에 대해 알아간다.
한수민
성우 - 오연서
어느 날 서울에서 오이랑의 학교로 전학 온 여고생이다. 예쁜 얼굴 때문에 남자 아이들로부터 많은 관심을 받는다. 겉으로는 조숙하지만 어린 면을 가지고 있다. 영화관과 레코드점에서 오이랑과 우연히 마주치게 되고 대화를 나누며 서로에 대해 알아간다. 이 과정에서 오이랑은 자신 보다 성숙해 보이는 한수민을 동경하고 자신에 대해 고민한다.
고경아
성우 - 서주애
민정
성우 - 미소윤

## 사운드트랙
2011년 6월 3일, 퍼플파인 엔터테인먼트에서 OST 앨범을 발매했다. 타이틀 곡은 “그냥 좋은 사람”이다.
| #             | 제목                                       | 작곡            | 재생 시간 |
| ------------- | ------------------------------------------ | --------------- | --------- |
| 1.            | 〈기억해 둬 (Duet Ver.)〉                  | 우성민 & 장소연 | 5:35      |
| 2.            | 〈그냥 좋은 사람〉                         | 김영호          | 3:40      |
| 3.            | 〈커다란 꿈 (Film Ver.)〉                  | 홍민정          | 5:32      |
| 4.            | 〈Angels Voices〉                          | 박준하          | 3:02      |
| 5.            | 〈한걸음씩〉                               | 이호석          | 3:51      |
| 6.            | 〈Day Dream〉                              | The Deep Song   | 4:14      |
| 7.            | 〈Nice Weather〉                           | The Deep Song   | 3:47      |
| 8.            | 〈커다란 꿈 (Acoustic Ver.)〉              | 하늘달리기      | 3:35      |
| 9.            | 〈기억해 둬 (End Credit Ver.)〉            | 장소연          | 5:32      |
| 10.           | 〈웃으면서 나를 응원해 (이랑의 나레이션)〉 | 박신혜          | 2:13      |
| 11.           | 〈Dinosaur & I〉                           |                 | 3:53      |
| 12.           | 〈Green Days〉                             |                 | 1:04      |
| 13.           | 〈가지 않은 길 (수민의 나레이션)〉         | 오연서          | 0:53      |
| 14.           | 〈해질녘〉                                 |                 | 1:14      |
| 15.           | 〈우주에서 (철수의 나레이션)〉             | 송창의 & 박신혜 | 1:03      |
| 16.           | 〈어느 밤〉                                |                 | 0:52      |
| 17.           | 〈땅끝마을〉                               |                 | 2:04      |
| 18.           | 〈등불〉                                   | 방효준          | 3:27      |
| 총 재생 시간: | 총 재생 시간:                              | 총 재생 시간:   | 53:31     |

## 인용
1. ↑  이현진 (2011년 10월 13일). “애니메이션 <소중한 날의 꿈> 14일 마지막 상영”. 오마이뉴스. 2014년 10월 20일에 확인함.
2. ↑  “[DVD] 소중한 날의 꿈”. YES24. 2014년 10월 20일에 확인함. |제목=에 지움 문자가 있음(위치 1) (도움말)
3. 1 2  이현진 (2011년 8월 14일). “11년 만에 나온 애니메이션... 참 정겹네”. 오마이스타. 2015년 7월 14일에 확인함.
4. 1 2  나영준 (2011년 6월 9일). “제작기간만 11년, 한국판 애니매이션이 떴다”. 오마이뉴스. 2015년 7월 14일에 확인함.
5. ↑  김세윤 (2011년 6월 25일). “‘소중한 날의 꿈’을 되새겨주는 영화”. 시사인. 2015년 7월 14일에 원본 문서에서 보존된 문서. 2015년 7월 14일에 확인함.
6. ↑  “'소중한 날의 꿈', 담백하지만 든든한 위로”. 스포츠조선. 2011년 7월 6일. 2015년 7월 14일에 확인함.
7. ↑  “소중한 날의 꿈 OST”. 멜론. 2014년 10월 22일에 확인함.